# マイ・バック・ページ
『マイ・バック・ページ』は、日本の評論家・川本三郎の著作、およびそれを原作とする2011年公開の日本映画。タイトルはボブ・ディランの楽曲「マイ・バック・ページズ」から取られている。

## 書籍
川本三郎が、1968年から1972年の『週刊朝日』および『朝日ジャーナル』の記者として活動していた時代を綴った回想録。前半は東大安田講堂事件や三里塚闘争、ベトナム反戦運動などの当時を象徴する出来事の取材談、出会った人々の思い出、当時の文化状況などが新左翼運動へのシンパシーを軸に綴られ、後半は活動家を名乗る青年Kと出会ったことから、朝霞自衛官殺害事件に関わって逮捕され、有罪となって懲戒免職に至る顛末が語られる。雑誌『SWITCH』に1986年から1987年にかけて連載され、1988年に河出書房新社から『マイ・バック・ページ ある60年代の物語』という題で単行本が出版された。一時は絶版となっていたが、映画化を機に2010年に平凡社より再刊された。

## 映画
2007年にプロデューサーの根岸洋之から原作が監督の山下敦弘、脚本の向井康介に渡され、約3年をかけて脚本化の作業が行われた。山下、向井はどちらも舞台となる時代には生まれていなかった世代である。通常使われる35mmフィルムではなく、16mmフィルムで撮影され、それを拡大することで映像全体にざらついた質感を与えている。
キャッチコピーは「その時代、暴力で世界は変えられると信じていた」。

### ストーリー
1969年、沢田は東大法学部大学院生時代に安田講堂事件を目撃する。「週刊東都」の新米記者として、新左翼運動への取材を通じて活動家たちに共感を抱きながらも、ジャーナリストとして客観性を保たなければならない立場との間に葛藤する日々を送っていた。編集部はアポロ11号の月着陸記事で忙しくしている。
1970年、教室では片桐という青年と他の学生たちとが激しい議論を戦わす。沢田は名画座で 川島雄三監督の『洲崎パラダイス赤信号』を見る。映画では新珠三千代が頼りない恋人の三橋達也に、「あんた、どっか一つくらい当てないの？」「あんた、男でしょ」となじる。オールナイトが終わってから日曜日の編集部で『ガロ』を読んでいると「週刊東都」の表紙モデル・倉田眞子が遊びにくる。
1971年、活動家を名乗る梅山という青年が接触してくる。自分は「京西安保」の幹部であり、「銃を奪取し武器を揃えて、われわれは4月に行動を起こす」などと語る。紹介した先輩記者・中平武弘は「偽物だ」と決めつけるが、離れに匿う。宮沢賢治を愛読し、CCRの『雨を見たかい』をギターでつま弾きながら「雨ってナパーム弾のことなんですね」という姿に、沢田は親近感を覚えていく。編集部では『週刊東都』が出版6日後に回収という事件が起きる。中平も「左遷」される。同僚から「あんたら、うちの余った紙で雑誌作らせてもらってるんでしょ」といわれ、殴りかかる。一緒に『ファイブ・イージー・ピーセス』を観て、倉田に「私はきちんと泣ける男の人が好き」と言われる。
やがて梅山は学生仲間を引き込んで「赤邦軍」なる組織を作ると、自衛隊基地を襲撃して武器を奪うという計画を立てる。計画を明かされた沢田は自分に独占取材させてくれと頼む。
「駐屯地で自衛官殺害」のニュースが沢田のもとに届く。接触すると他誌の記者も来る。証拠として腕章を預かる。社会部では「思想犯」ではなく「殺人犯」として通報するといい、反論すると「うちは大学新聞作っているわけではない」といわれる。捕まった梅山は軍を動かしているのは前園だという。警察は腕章を出せば証拠隠滅罪には問わないというが、燃やしてしまっていた。会社を辞める時にモデルは終わったという倉田が訪ねてくる。

### キャスト
- 沢田雅巳（週刊東都、東都ジャーナル記者）：妻夫木聡　※モデルは川本三郎
- 梅山（本名・片桐優 赤邦軍リーダー）：松山ケンイチ
- 倉田眞子（週刊東都表紙モデル）：忽那汐里　※モデルは保倉幸恵
- 安宅重子（赤邦軍隊員）：石橋杏奈
- 赤井七恵（赤邦軍隊員）：韓英恵
- 柴山洋（赤邦軍隊員）：中村蒼
- 飯島（東都ジャーナルデスク）：あがた森魚
- 徳山健三（週刊東都デスク）：山崎一
- 清原（反戦自衛官）：山本剛史
- 佐伯仁（運動家）：山本浩司
- 中平武弘（週刊東都記者）：古舘寛治
- 津川（週刊東都記者）：中野英樹
- 前園勇（京大全共闘議長）：山内圭哉　※モデルは滝田修
- 唐谷義朗（東大全共闘議長）：長塚圭史　※モデルは山本義隆
- タモツ（うさぎ売りの青年）：松浦祐也
- キリスト（キリストのような風貌の青年）：青木崇高
- 山口（東都新聞社長）：並樹史朗
- 小林（東都ジャーナル編集長）菅原大吉
- 島木武夫（週刊東都編集長）：中村育二
- 白石（東都新聞 社会部部長）：三浦友和
- キネマ旬報編集者：早織
- タモツの妻：水崎綾女
- 私服刑事：赤堀雅秋
- 高峰（刑事）：康すおん

### スタッフ
- 監督：山下敦弘
- 原作：川本三郎『マイ・バック・ページ ある60年代の物語』（平凡社刊）
- 脚本：向井康介
- 撮影：近藤龍人
- 編集：佐藤崇
- 音楽：ミト（fromクラムボン）、きだしゅんすけ
- 主題歌：真心ブラザーズ + 奥田民生「My Back Pages」（キューンレコード）
- スタイリスト：伊賀大介
- VFXスーパーバイザー：小田一生
- 製作：「マイ・バック・ページ」製作委員会（WOWOW、バンダイビジュアル、アスミック・エース、日活、ホリプロ、ビターズエンド、Yahoo! JAPAN、マッチポイント）
- 配給：アスミック・エース

### 受賞
- 第85回キネマ旬報ベスト・テン（2011年）[2]
  - 日本映画ベスト・テン 第9位
  - 個人賞・新人女優賞 - 忽那汐里（『少女たちの羅針盤』『マイ・バック・ページ』）
- 第24回日刊スポーツ映画大賞（2011年）
  - 主演男優賞 - 松山ケンイチ（『マイ・バック・ページ』ほか）
- 第66回毎日映画コンクール[3]
  - スポニチグランプリ新人賞 - 忽那汐里（『マイ・バック・ページ』）